# Breuna
Breuna (Platt: „Brüne“) ist eine Gemeinde im nordhessischen Landkreis Kassel.
In Breuna befindet sich die Abfüllanlage der benachbarten Mineralwasserquelle „Urstromquelle Wolfhagen“.

## Geographie
Breuna liegt am Nordwestrand des Naturparks Habichtswald, etwa 30 km nordwestlich von Kassel an der A44.

### Nachbargemeinden
Die Gemeinde Breuna grenzt im Norden an die Städte Warburg (Kreis Höxter in Nordrhein-Westfalen) und Liebenau, im Osten an die Gemeinde Calden und die Stadt Zierenberg, im Süden an die Stadt Wolfhagen (alle vier im Landkreis Kassel), sowie im Westen an die Stadt Volkmarsen (Landkreis Waldeck-Frankenberg).

### Gemeindegliederung
Zur Gemeinde gehören neben dem Hauptort Breuna die Ortsteile Niederlistingen, Oberlistingen, Rhöda und Wettesingen.

## Geschichte

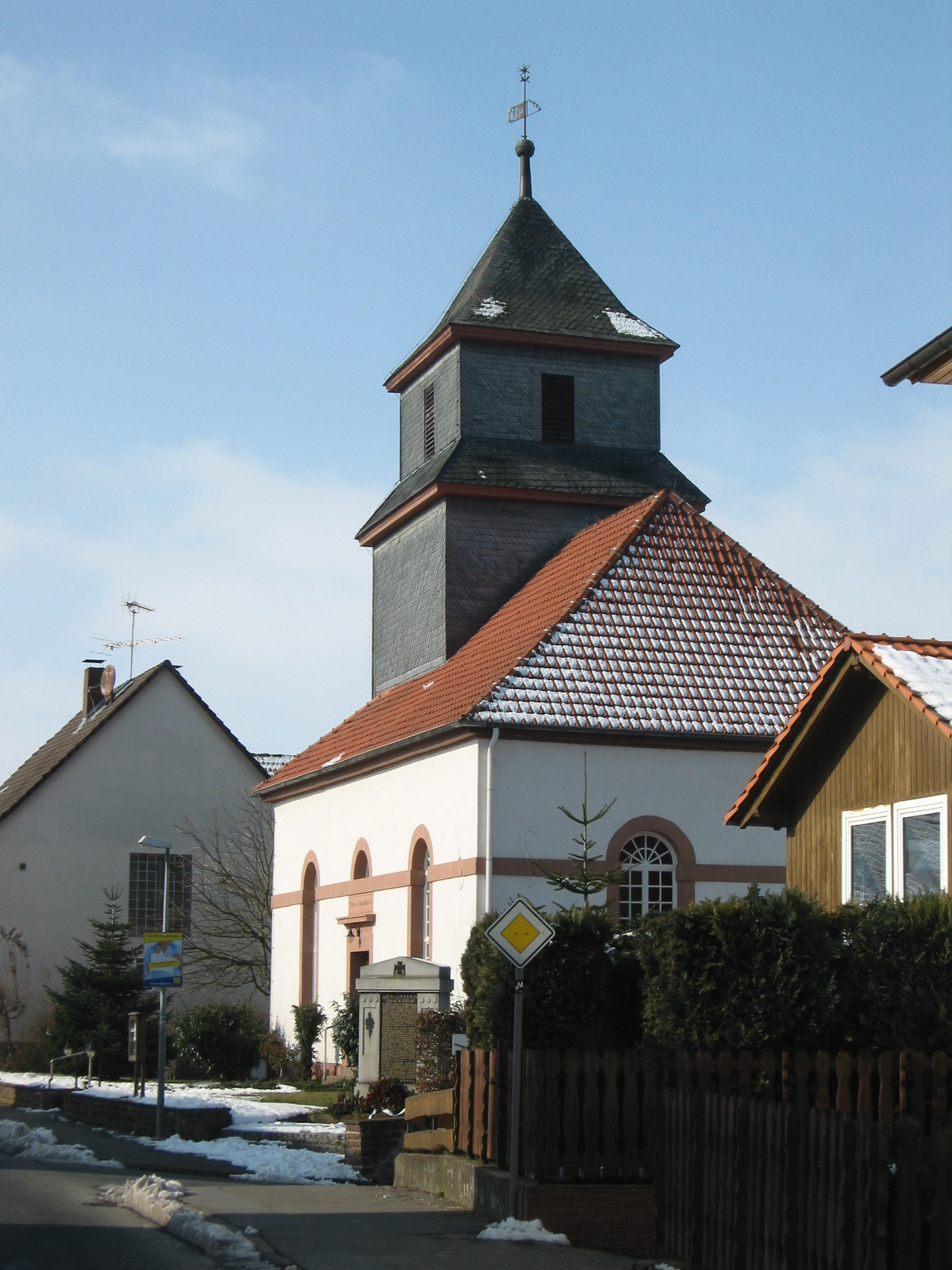
Kirche in Niederlistingen

Rhöda ist der kleinste und älteste Ortsteil und wurde erstmals zwischen 820 und 840 erwähnt.
Das Dorf Breuna war ab 1341 hessisches Lehen der Herren Rabe von Calenberg. 1457 wurde es an Heinrich V. von Gudenberg verkauft. Nach dem Tod des letzten Gudenbergers im Jahre 1534 kam es an die Herren von der Malsburg, die es bis 1824 besaßen.
Breuna und Rhöda bildeten schon seit 200 Jahren eine Verwaltungsgemeinschaft. 2007 feierte der Ort Breuna sein 750-jähriges Bestehen.
Bis 2014 war der Ort ein anerkannter Luftkurort, seitdem ist er Erholungsort.
Zum 31. Dezember 1971 wurde im Zuge der Gebietsreform in Hessen die bis dahin selbständige Gemeinde Wettesingen eingegliedert. Niederlistingen und Oberlistingen kamen am 1. August 1972 kraft Landesgesetz hinzu. Für alle Ortsteile wurde je ein Ortsbezirk mit Ortsbeirat und Ortsvorsteher nach der Hessischen Gemeindeordnung eingerichtet.

## Bevölkerung
Einwohnerstruktur 2011
Nach den Erhebungen des Zensus 2011 lebten am Stichtag, dem 9. Mai 2011, in Breuna 3726 Einwohner. Nach dem Lebensalter waren 646 Einwohner unter 18 Jahren, 1521 zwischen 18 und 49, 769 zwischen 50 und 64 und 788 Einwohner waren älter. Unter den Einwohnern waren 57 (1,5 %) Ausländer, von denen 44 aus dem EU-Ausland, 5 aus anderen europäischen Ländern und 9 aus anderen Staaten kamen.  Die Einwohner lebten in 1518 Haushalten. Davon waren 351 Singlehaushalte, 388 Paare ohne Kinder und 584 Paare mit Kindern, sowie 170 Alleinerziehende und 27 Wohngemeinschaften. In 409 Haushalten lebten ausschließlich Senioren und in 2513 Haushaltungen lebten keine Senioren.
Einwohnerentwicklung
| Quelle: Historisches Ortslexikon |                   |
| • 1585:                          | 85 Hausgesesse    |
| • 1747:                          | 133 Haushaltungen |

| Breuna: Einwohnerzahlen von 1834 bis 2020 | Breuna: Einwohnerzahlen von 1834 bis 2020 | Breuna: Einwohnerzahlen von 1834 bis 2020 | Breuna: Einwohnerzahlen von 1834 bis 2020 | Breuna: Einwohnerzahlen von 1834 bis 2020 |
| --- | ----------------------------------------- | ----------------------------------------- | ----------------------------------------- | ----------------------------------------- |
| Jahr |                                           |                                           |                                           | Einwohner                                 |
| 1834 | 1834                                      |                                           | 901                                       | 901                                       |
| 1840 | 1840                                      |                                           | 933                                       | 933                                       |
| 1846 | 1846                                      |                                           | 977                                       | 977                                       |
| 1852 | 1852                                      |                                           | 970                                       | 970                                       |
| 1858 | 1858                                      |                                           | 933                                       | 933                                       |
| 1864 | 1864                                      |                                           | 971                                       | 971                                       |
| 1871 | 1871                                      |                                           | 924                                       | 924                                       |
| 1875 | 1875                                      |                                           | 906                                       | 906                                       |
| 1885 | 1885                                      |                                           | 1.026                                     | 1.026                                     |
| 1895 | 1895                                      |                                           | 1.002                                     | 1.002                                     |
| 1905 | 1905                                      |                                           | 970                                       | 970                                       |
| 1910 | 1910                                      |                                           | 982                                       | 982                                       |
| 1925 | 1925                                      |                                           | 1.062                                     | 1.062                                     |
| 1939 | 1939                                      |                                           | 1.046                                     | 1.046                                     |
| 1946 | 1946                                      |                                           | 1.576                                     | 1.576                                     |
| 1950 | 1950                                      |                                           | 1.533                                     | 1.533                                     |
| 1956 | 1956                                      |                                           | 1.304                                     | 1.304                                     |
| 1961 | 1961                                      |                                           | 1.286                                     | 1.286                                     |
| 1967 | 1967                                      |                                           | 1.357                                     | 1.357                                     |
| 1970 | 1970                                      |                                           | 1.424                                     | 1.424                                     |
| 1980 | 1980                                      |                                           | ?                                         | ?                                         |
| 1990 | 1990                                      |                                           | ?                                         | ?                                         |
| 2000 | 2000                                      |                                           | ?                                         | ?                                         |
| 2009 | 2009                                      |                                           | 3.687                                     | 3.687                                     |
| 2011 | 2011                                      |                                           | 3.726                                     | 3.726                                     |
| 2015 | 2015                                      |                                           | 3.590                                     | 3.590                                     |
| 2020 | 2020                                      |                                           | 3.520                                     | 3.520                                     |
| Datenquelle: Historisches Gemeindeverzeichnis für Hessen: Die Bevölkerung der Gemeinden 1834 bis 1967. Wiesbaden: Hessisches Statistisches Landesamt, 1968. Weitere Quellen: LAGIS; Statistische Berichte, Zensus 2011 Nach 1970 einschließlich der im Zuge der Gebietsreform in Hessen eingegliederten Gemeinden. |                                           |                                           |                                           |                                           |

Historische Religionszugehörigkeit
| Quelle: Historisches Ortslexikon |                                                                                                |
| • 1885:                          | 893 evangelische (= 95,61 %), ein katholischer (= 0,11 %), 40 jüdische (= 4,28 %) Einwohner    |
| • 1961:                          | 1173 evangelische (= 91,21 %), 100 katholische (= 7,78 %) Einwohner                            |
| • 1987:                          | 3156 evangelische (= 85,23 %), 380 katholische (= 10,26 %), 167 sonstige (= 4,51 %) Einwohner  |
| • 2011:                          | 2797 evangelische (= 75,07 %), 414 katholische (= 11,11 %), 515 sonstige (= 13,82 %) Einwohner |

## Politik

### Gemeindevertretung
Die Kommunalwahl am 14. März 2021 lieferte folgendes Ergebnis, in Vergleich gesetzt zu früheren Kommunalwahlen:
| Gemeindevertretung – Kommunalwahlen 2021                                                       | Gemeindevertretung – Kommunalwahlen 2021            |
| ---------------------------------------------------------------------------------------------- | --------------------------------------------------- |
| Stimmenanteil in %Wahlbeteiligung 56,4 % 706050403020100 61,2 (+0,3)38,8 (−0,3) SPDCDU20162021 | SitzverteilungInsgesamt 23 Sitze - SPD: 14 - CDU: 9 |

| Parteien und Wählergemeinschaften | Parteien und Wählergemeinschaften           | % 2021 | Sitze 2021 | % 2016 | Sitze 2016 | % 2011 | Sitze 2011 | % 2006 | Sitze 2006 | % 2001 | Sitze 2001 |
| SPD                               | Sozialdemokratische Partei Deutschlands     | 61,2   | 14         | 60,9   | 14         | 67,8   | 16         | 59,5   | 14         | 62,5   | 14         |
| CDU                               | Christlich Demokratische Union Deutschlands | 38,8   | 9          | 39,1   | 9          | 32,2   | 7          | 40,5   | 9          | 37,5   | 9          |
| Gesamt                            | Gesamt                                      | 100,0  | 23         | 100,0  | 23         | 100,0  | 23         | 100,0  | 23         | 100,0  | 23         |
| Wahlbeteiligung in %              | Wahlbeteiligung in %                        | 61,4   | 61,4       | 57,0   | 57,0       | 56,5   | 56,5       | 55,8   | 55,8       | 68,7   | 68,7       |

### Bürgermeister
Nach der hessischen Kommunalverfassung wird der Bürgermeister für eine sechsjährige Amtszeit gewählt, seit dem Jahr 1993 in einer Direktwahl, und ist Vorsitzender des Gemeindevorstands, dem in der Gemeinde Breuna neben dem Bürgermeister ehrenamtlich ein Erster Beigeordneter und fünf weitere Beigeordnete angehören. Bürgermeister ist seit dem 15. November 2019 der parteiunabhängige Jens Wiegand. Er wurde als Nachfolger von Klaus-Dieter Henkelmann (SPD), der nach fünf Amtszeiten nicht wieder kandidiert hatte, am 16. Juni 2019 in einer Stichwahl bei 67,9 Prozent Wahlbeteiligung mit 51,5 Prozent der Stimmen gewählt. Es folgte eine Wiederwahl ohne Gegenkandidaten im Mai 2025.
Amtszeiten der Bürgermeister
- 2019–2031 Jens Wiegand[21]
- 1989–2019 Klaus-Dieter Henkelmann (SPD)[22]
- 1959–1989 August Hartmann (1931–2008)[25]

### Ortsbeiräte
Gemeinde Breuna
Für die Ortsteile Niederlistingen, Oberlistingen, Wettesingen und Breuna mit Rhöda bestehen Ortsbezirke mit Ortsbeirat und Ortsvorsteher, nach Maßgabe der §§ 81 und 82 HGO und des Kommunalwahlgesetzes in der jeweils gültigen Fassung. Die Ortsbezirke werden durch die Gemarkungsgrenzen der ehemaligen eingegliederten Gemeinden abgegrenzt. Die Ortsbeiräte werden im Rahmen der Kommunalwahlen gewählt. Der Ortsbeirat wählt eines seiner Mitglieder zum Ortsvorsteher bzw. zur Ortsvorsteherin.
Ortsteil Breuna mit Rhöda
Der Ortsbeirat Breuna mit Rhöda besteht aus neuen Mitgliedern.
Für diesen Ortsbezirk betrug die Wahlbeteiligung zur Wahl des Ortsbeirats bei der Kommunalwahl 2021 65,29 %. Dabei wurden gewählt: fünf Mitglieder der SPD und vier Mitglieder der CDU. Der Ortsbeirat wählte Holger Flörke (SPD) zum Ortsvorsteher.

### Wappen
| Wappen von Breuna | Blasonierung: „Im von Silber und Rot im Flammenschnitt mit vier Spitzen geteilten Schilde oben drei grüne Eichenblätter, unten eine silberne Rose mit goldenem Butzen und goldenen Kelchblättern.“ |
| Wappen von Breuna | Das Wappen wurde am 9. August 1979 durch das Hessische Ministerium des Innern genehmigt. |

### Flagge
Die Flagge wurde der Gemeinde am 27. Februar 1985 durch das Hessische Ministerium des Innern genehmigt und wird wie folgt beschrieben:
„Die Flagge der Gemeinde Breuna zeigt auf der von Grün, Rot, Weiß, Rot, und Grün im Verhältnis 1:1:8:1:1 längs geteilten Flagge in der oberen Hälfte der weißen Mittelbahn das Wappen der Gemeinde.“

### Partnerschaften
Die Gemeinde Breuna unterhält partnerschaftliche Beziehungen zu
- Gehlberg, seit 2019 Ortsteil der Stadt Suhl in Thüringen und
- Predappio am Fuße des Apennin in der Emilia-Romagna in Italien.

## Naturdenkmäler
- Gerichtseiche bei Breuna mit einem Brusthöhenumfang von 6,49 m (2016)[30]

## Persönlichkeiten
Personen, die in Breuna geboren sind oder in einer besonderen Beziehung zu Breuna stehen
- Heinrich Raabe (1799–1865), Mitglied der kurhessischen Ständeversammlung